# Parahippus
A Parahippus az emlősök (Mammalia) osztályának a páratlanujjú patások (Perissodactyla) rendjéhez, ezen belül a lófélék (Equidae) családjához tartozó kihalt nem.

## Tudnivalók
A Miohippusok, amelyek a sztyeppéken maradtak ősei a Parahippusnak. Ez egy észak-amerikai, póni méretű lóféle volt, amelynek koponyája nyújtott volt és pofája hasonlított a mai lovakéra. A harmadik ujja nagyobb és erősebb volt, testsúlyának nagy részét ez hordozta. A négy kisőrlőfoga hasonlított a nagyőrlőkhöz. Az elődeihez hasonlóan a Parahippus metszőfogain is fogkorona ült; a felső metszőfogaknak kis bemélyedésük volt az aljuknál.
Marmagassága körülbelül 100 centiméter volt.

## Rendszerezés
A nembe az alábbi fajok tartoztak:
- Parahippus agrestis
- Parahippus atavus
- Parahippus cognatus - szinonimája: Neohipparion niobrarense
- Parahippus coloradensis
- Parahippus leonensis - szinonimák: Merychippus socius, Merychippus vellicans, Parahippus barbouri
- Parahippus maxsoni
- Parahippus nebrascensis
- Parahippus pawniensis
- Parahippus pristinus
- Parahippus tyleri
- Parahippus wyomingensis